# Cumings
Pour les articles homonymes, voir Cummings.
Cumings est une census-designated place (CDP) située dans le comté de Fort Bend, au Texas.